# Episcopomantis chalybea
Episcopomantis chalybea är en bönsyrseart som beskrevs av Hermann Burmeister 1838. Episcopomantis chalybea ingår i släktet Episcopomantis och familjen Tarachodidae. Inga underarter finns listade i Catalogue of Life.